# Vajdakamarási református templom
A vajdakamarási református templom műemlékké nyilvánított templom Romániában, Kolozs megyében. A romániai műemlékek jegyzékében a CJ-II-m-B-07806 sorszámon szerepel.